# Pétrin provençal
Le pétrin provençal, dont les premières références remontent au XIVe siècle, est un meuble utilitaire qui servit pendant longtemps à pétrir la pâte à pain. Moins décoré que la panetière provençale dont il reste le compagnon obligé dans toute maison meublée à la provençale, ses plus beaux exemplaires ont été fabriqués à Arles et à Fourques.

## Étymologie
Le pétrin (dit encore pastiera, pastiero en occitan provençal) est plus généralement nommé maestra ou maestro ou mastra, tant en provençal que dans le parler occitan de l'Est-languedocien. Ces termes tirent leur étymologie, tout comme mast, mats, mag, mai, mait, mèit  et maie en français, d'un mot d'origine grecque « μακτρα ».
Robert A. Geuljans a fait remarquer : « L’étymologie μακτρα >  mastra pose un problème phonétique. La suite -κτ- n'aboutit pas régulièrement à -st-. Dans le sud de l'Italie, la Magna Graecia, où le grec était la langue courante, la suite -κτ- a abouti régulièrement à -tt-. Cette forme mattra (pétrin) est toujours vivante dans le sud de l'Italie et a conquis du terrain jusqu'en Toscane. Dans le nord de l'Italie,  par contre, de Venise jusqu'au Piémont, est attestée la forme mastra,  qui doit venir d’une forme grecque régionale *μακξτρα avec un -xsi-. Ce changement n'est pas un cas isolé. L'explication de la différence entre la forme du sud mattra et celle du nord mastra se trouve dans l'histoire politique. Beaucoup de dialectalismes grecs ont été adoptés dans le nord de l'Italie pendant la période de l'exarchat. »

## Historique

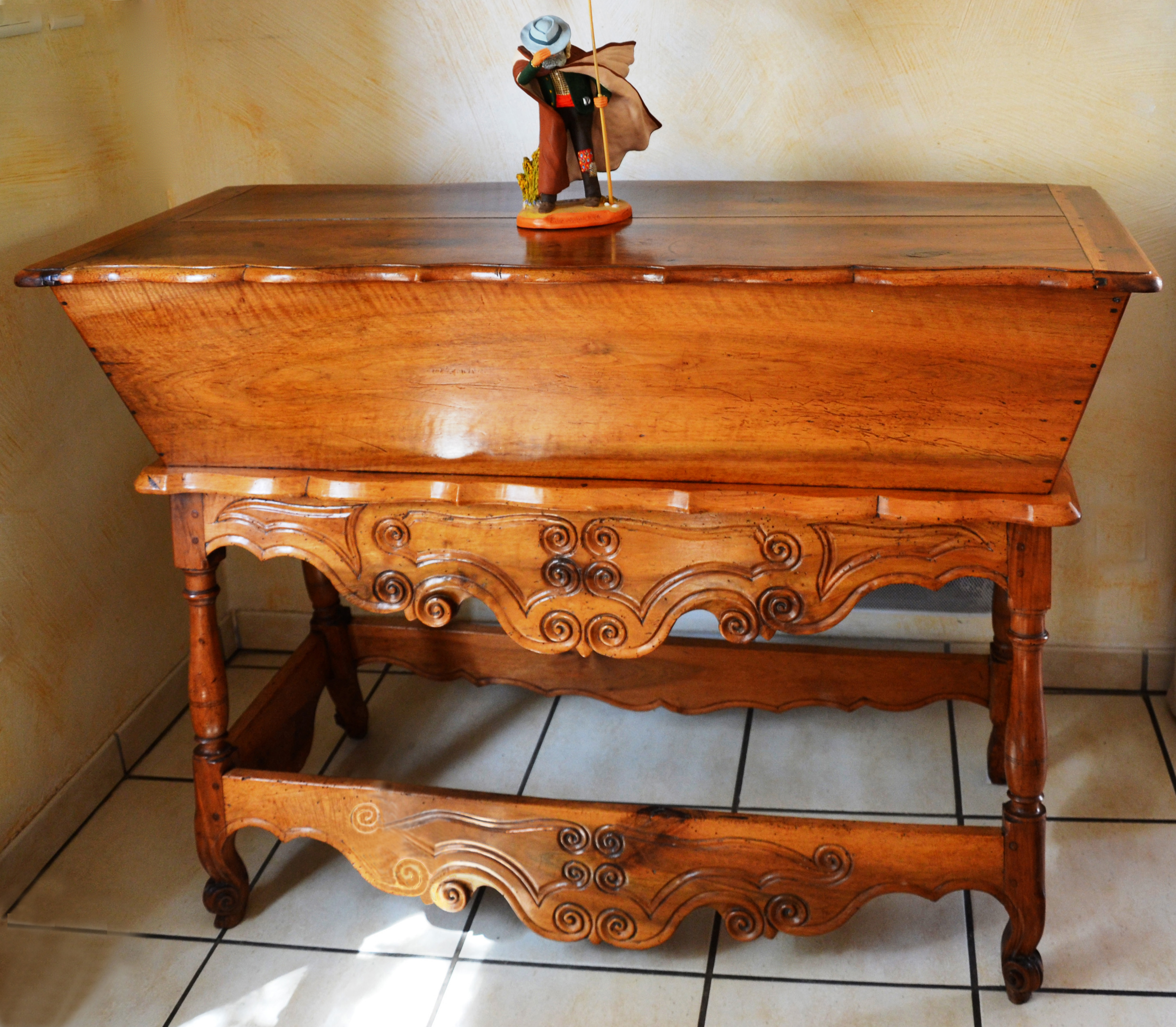
Pétrin de Fourques dans les Alpes-de-Haute-Provence.

La première attestation date de 1351 à Maguelone. Robert A. Geuljans indique que « pratiquement toutes les attestations actuelles de mastra viennent du domaine provençal, plus une de Saint-André-de-Valborgne, mais l'attestation de Maguelone prouve qu'autrefois cette zone était plus étendue ». L'apparition du mot recouvre une réalité déjà existante puisque Louis Stouff explique que : « Le pétrin domestique et le four sont là pour nous rappeler qu'il n'y a pas si longtemps la fabrication du pain à domicile et sa cuisson à l'extérieur étaient en usage dans diverses contrées de la Provence et nous aider à comprendre qu'aux XVIe et XVe siècles, elles étaient pratiquées dans l'ensemble de ce pays. » Robert A. Geuljans signale aussi que les significations secondaires restent proches du sens « pétrin », en indiquant que dans la Drôme, le mot de mastro désigne soit une huche de cuisine, soit une armoire, soit une auge à cochons. Tandis qu'à Allos, ce même mot fait référence à une caisse dans laquelle on échaude les cochons. Enfin à Nice, la mastra est uniquement utilisée pour qualifier un gros derrière.

## Meuble utilitaire

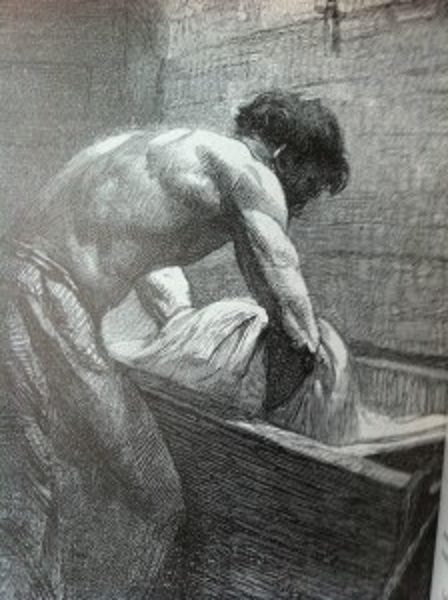
Le travail au pétrin, gravure de Victor Gilbert, parue en 1886 dans La République illustrée.

Le pétrin était un meuble utilitaire quand le pain était fabriqué à la maison. Si les premiers furent en pierre, il fut transformé en meuble pour être intégré au mobilier de la maison. Quand la nécessité de faire le pain à la maison ne se fit plus sentir, le pétrin garda sa fonction utilitaire pour entreposer la farine puis divers aliments ou ustensiles de cuisine. 
Ce meuble resté très rustique dans le reste de la France, se distingue par son raffinement en Provence où il est le compagnon obligé de la panetière. C'est à Arles et à Fourques que les plus beaux modèles furent fabriqués. Suivant les régions provençales, c'est une auge en trapèze qui repose sur un piétement en quatre montants reliés par une entretoise ou une base pleine ou un coffre encastré dans une sorte de buffet à deux vantaux qui camoufle la cuve. 
« En Haute-Provence, dans le Var ou en pays d'Aix, la cuve trapézoïdale est posée sur un socle fermé muni de deux portes servant de placard. En pays d’Arles et dans la vallée du Rhône, la cuve montée sur pieds est devenue une pièce d'ameublement ornementale, assortie à la panetière. » À Arles et à Fourques, les pétrins de mariage sont sculptés « de crosses feuillagées d'où s'échappent tiges fleuries et rameaux d'olivier, placés de part et d'autre d'un médaillon à motif de deux cœurs enflammés orné d'un ruban noué ».

## Meuble d'ornement

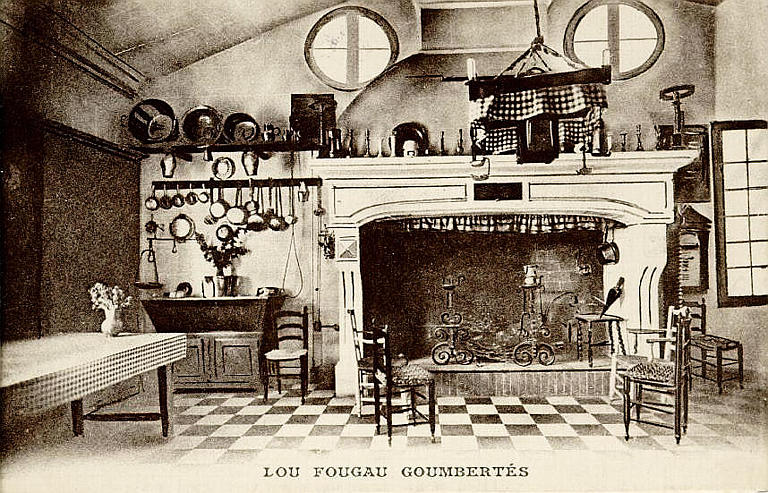
Pétrin encastré dans un buffet à deux vantaux au Musée du terroir marseillais.

Le pétrin provençal se présente toujours en deux parties. Tout d'abord le coffre avec ses quatre parois en forme de trapèze, seule la planche de façade est ornée d'une moulure sinueuse. Il ouvre par un couvercle amovible ou un plateau à glissières et repose sur un plateau intermédiaire qui s'encastre dans le piétement ou un coffre. Il a sa cuve faite soit en noyer, en pin ou en peuplier blanc. Fermé par un couvercle amovible, cet ensemble n'a pas de décor particulier. Seuls ses volumes et la patine du bois le rendent harmonieux.
Quand le coffre repose sur pieds avec traverses et entretoises, par tradition, seules les traverses et la tablette d'entretoises sont ornées de sculptures. Les pieds, légers et ouvragés, ainsi que les soubassements des piétements sont finement décorés et sculptés. Souvent, les pieds tournés se finissant en volutes, les traverses sont festonnées, tandis que les planches horizontales formant l'entablement sont ornées de réserves moulurées. Leur ornementation reprend le style de la panetière provençale avec rameaux, feuillages, lyres et coquilles.